# Cơ học đất
Cơ học đất là một nhánh liên ngành của cơ học ứng dụng, địa chất công trình nghiên cứu các tính chất vật lý, cơ học của đất để áp dụng vào mục đích xây dựng, các nguyên nhân quyết định các đặc trưng đó, nghiên cứu trạng thái ứng suất - biến dạng của đất, cường độ chống cắt, áp lực hông của đất (tường chắn), sức chịu tải của nền móng, độ lún của nền đất, và sự ổn định của mái dốc. Karl von Terzaghi, cha đẻ của cơ học đất, đã có những đóng góp to lớn trong ngành địa chất thế giới.
Đối tượng nghiên cứu của có học đất là đất thiên nhiên được hình thành do phong hóa, do trầm tích và sau khi hình thành lại luôn biến đổi do tác động của môi trường xung quanh. Đất thường dùng làm nền, làm vật liệu hoặc môi trường xây dựng.

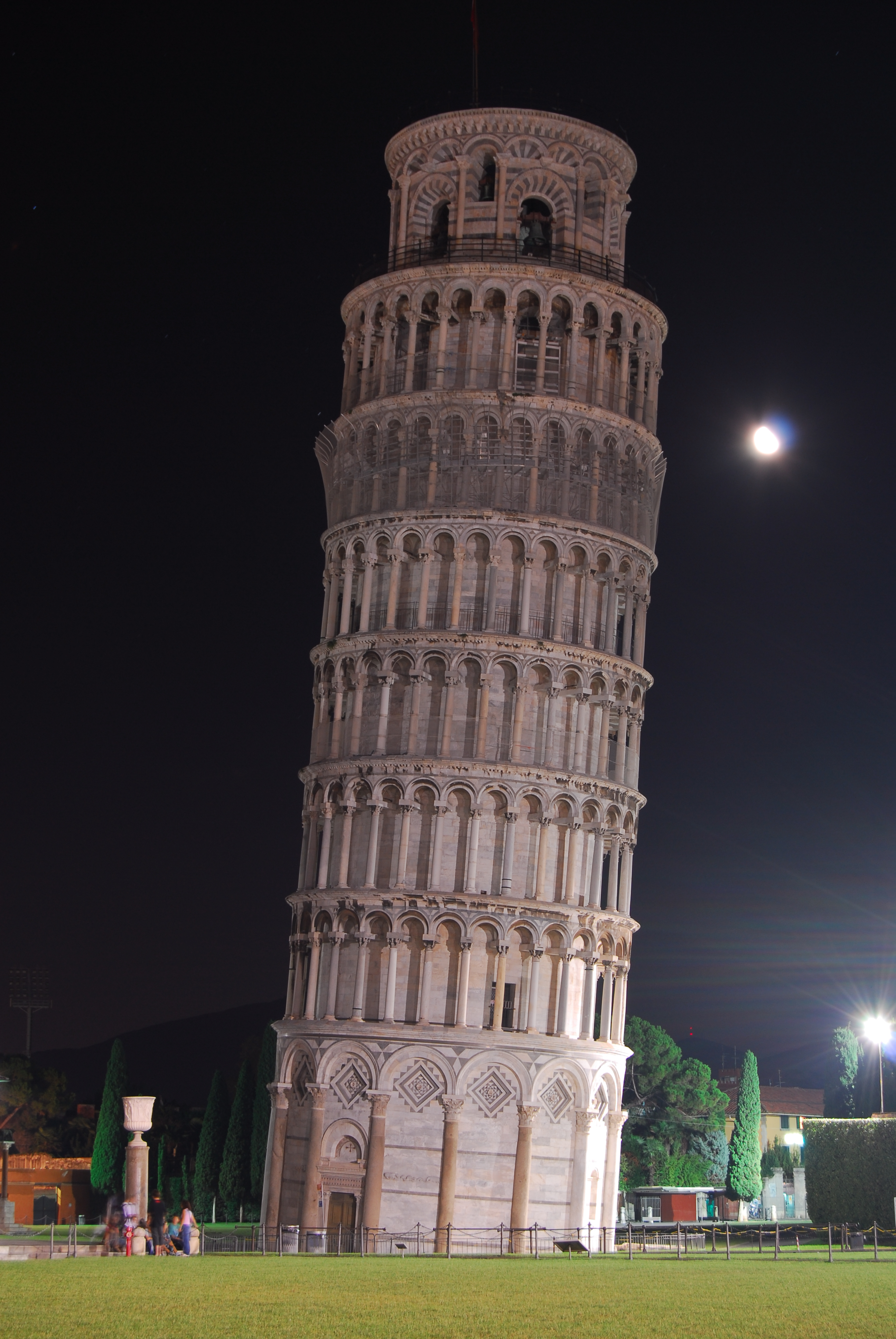
Tháp Pisa – Một bài học điển hình về nền móng.

## Tóm tắt
Người đặt viên gạch đầu tiên xây dựng môn Cơ học đất là Charles Augustin Coulomb (1736-1806) - một nhà khoa học người Pháp và sau đó đến năm 1925 nhà khoa học Karl von Terzaghi (1883-1963) người Áo chính thức đưa Cơ học đất - môn khoa học ứng dụng - trở thành một môn khoa học độc lập. Từ đó đến nay Cơ học đất đã có sự phát triển mạnh mẽ trong cả lý thuyết lẫn thực nghiệm, đặc biệt là sự phát triển công nghệ để nghiên cứu thực nghiệm về đất.
Những nội dung của Cơ học đất gồm các vấn đề sau:
- Tính chất vật lý và cơ học của đất, xác định các tính chất xây dựng phù hợp với công trình riêng biệt.
- Đưa ra các mô hình của các tính chất cơ bản của đất bằng ngôn ngữ cơ học hay toán học.
- Dự báo các điều kiện kỹ thuật (biến dạng lún, sức chịu tải, độ ổn định...) có kể đến các ảnh hưởng của thời gian, phương pháp thi công, vật liệu, thiết bị...
- Đưa ra các giải pháp công trình bao gồm các giải pháp nền, móng.

## Các tính chất cơ bản của đất

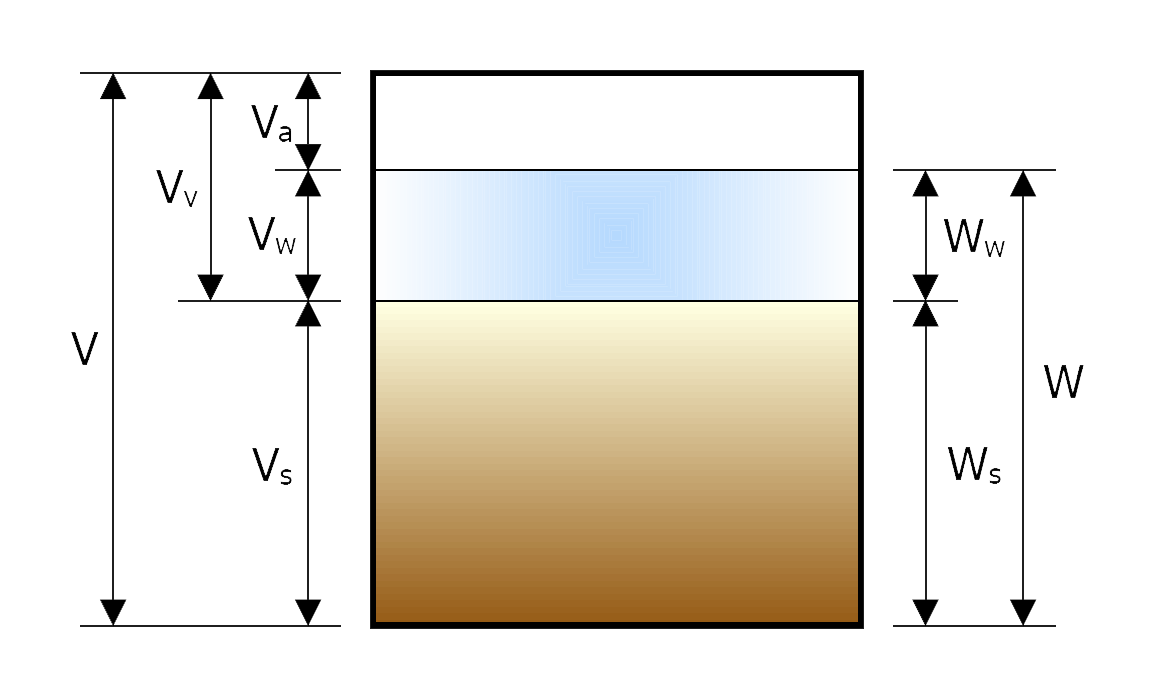
Biểu đồ phân lượng trong đất cho biết trọng lượng và thể tích của khí, đất, nước và lỗ rỗng

Trong điều kiện tự nhiên, đất là một hợp thể phức tạp gồm 3 thể: thể rắn, thể lỏng và khí.khi các lỗ rỗng trong đất chứa đầy nước thì nó gồm 2 thể: rắn và lỏng. Nếu chúng ta dùng sơ đồ 3 thể, tượng trưng cho thể tích đất, thì dễ dàng có khái niệm về phân lượng mỗi thể trong đất.
Các tính chất cơ học của đất phụ thuộc trực tiếp vào tương tác của ba thể này với nhau, ngoài ra còn phụ thuộc vào ứng suất tác dụng lên đất và sự thay đổi nhiệt độ...
Pha rắn của đất gồm nhiều thành phần có tỷ lệ thay đổi khác nhau như tinh thể sét và các khoáng phi sét (non-clay minerals), các loại đất sét phi tinh thể (vô định hình-noncrystalline), vật chất hữu cơ, và các loại muối kết tủa. Những khoáng chất này thường được tạo bởi từ các nguyên tử của các nguyên tố phổ biến như oxy, silic, hydro, và nhôm, chúng tạo thành nhiều dạng tinh thể khác nhau. Những nguyên tố này kết hợp cùng với calci, kali, natri, magie, và cacbon chiếm trên 99% khối lượng của đất.. Các hạt rắn được phân loại theo kích thước như đất sét, đất bùn, cát, sỏi, sỏi cuội, đá cuội.
Pha lỏng trong đất thông thường chứa chủ yếu là nước cùng với một lượng khác nhau các chất điện ly hòa tan trong nước. Các hợp chất hữu cơ, bao gồm cả hòa tan và không hòa tan được đều có trong đất, chúng xâm nhập vào đất do từ các nguồn và tác động khác nhau.
Pha khí, đặc biệt trong đất bão hòa, thường là không khí, mặc dù các khí hữu cơ có thể có mặt trong những nơi có hoạt động sinh học cao hoặc trong đất bị ô nhiễm hóa học.
Các khoáng vật trong đất quyết định đến kích thước, hình dạng, và các tính chất vật lý và hóa học của đất và từ đó ảnh hưởng đến khả năng chịu tải trọng, chịu nén của đất.
Cấu trúc của đất là sự kết hợp các hiệu ứng khung(tổ hợp hạt, sự sắp xếp hình học của các hạt, các nhóm hạt, và không gian lỗ rỗng trong đất), thành phần, và lực tương tác giữa các hạt. Cấu trúc của đất cũng được sử dụng để tính đến sự khác nhau giữa các tính chất của đất thiên nhiên (cấu trúc) và đất đã bị tác động (destructured) [1]. Cấu trúc của đất phản ánh tất cả các khía cạnh của các thành phần đất, lịch sử, trạng thài hiện tại, và môi trường xung quanh đất. Ở điều kiện ban đầu đất có cấu trúc lỗ rỗng cao hoặc đất đã bị nén chặt; trong khi đất lâu đời có độ rỗng thấp phản ánh điều kiện tàng trữ trước đây bị thay đổi nhiều hơn nữa.
Đất, giống như các vật liệu kỹ thuật khác, bị biến dạng khi đặt dưới tải. Biến dạng này bao gồm hai loại - sự cắt, hoặc trượt, biến dạng và nén. Nhìn chung, đất không thể chịu được lực kéo. Trong một số trường hợp các hạt đất có thể được liên kết với nhau và đất có thể chịu được một lực kéo nhỏ, nhưng không thể chịu được trong thời gian dài.
Các hạt cát và sỏi thành phần bao gồm chủ yếu là silic. Chúng có thể được làm tròn nhẵn do quá trình mài mòn trong nước và gió, hoặc có hình dạng góc cạnh, hoặc bất cứ hình dạng trung gian nào, và các hạt có được các kích thước tương đương nhau. Các hạt sét nảy sinh từ quá trình phong hóa của các tinh thể đá như fenspat, và thường bao gồm alumino-khoáng chất silicat. Chúng thường có hình dạng vảy (phiến), với diện tích bề mặt lớn hơn so với khối lượng của chúng. Do khối lượng vô cùng nhỏ, tính chất của các tinh thể bị chi phối bởi các lực hút và đẩy tĩnh điện trên bề mặt của chúng. Cùng với lực hút này và sự hấp thụ nước vào các bề mặt của các tinh thể, độ dày của lớp bị ảnh hưởng bởi các muối hòa tan trong nước.

## Phân tích độ hạt

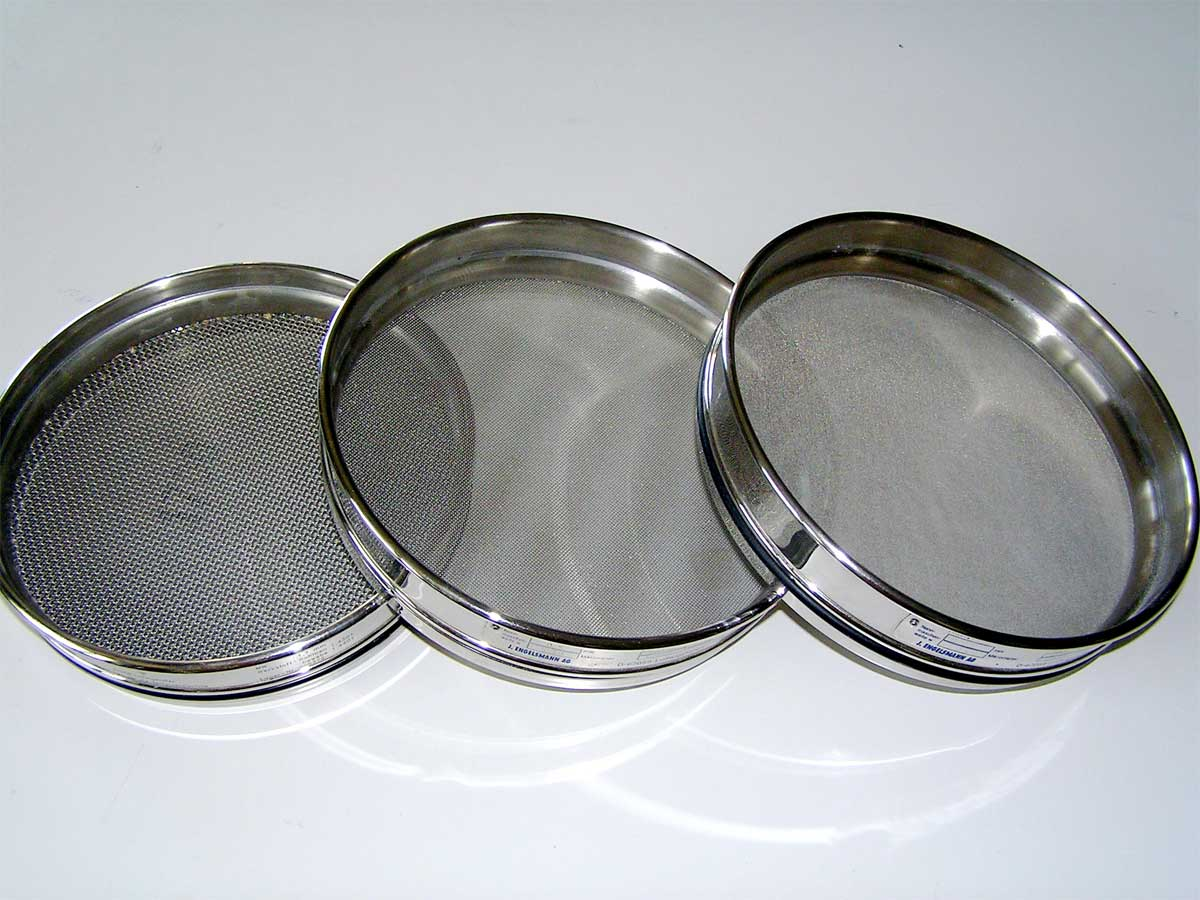
Bộ rây sàn

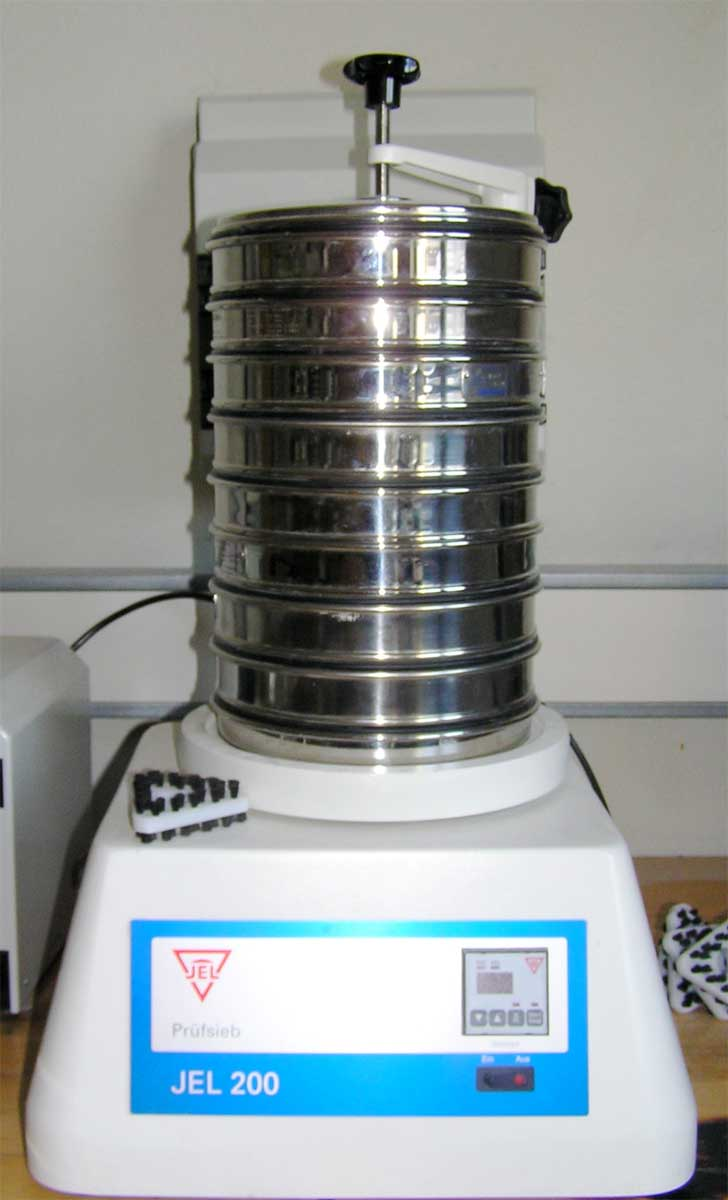
Máy rây sàn

Mỗi nhóm hạt đất có đặc tính riêng như:
- Nhóm hạt cát có tính rời ở trạng thái khô hoặc bão hòa.
- Nhóm hạt sét có tính dẻo khi chứa một lượng nước nhất định.
Tập trung có hai nhóm chính:
- Nhóm hạt thô: đá hộc, cuội, sỏi, cát.
- Nhóm hạt mịn: bột, sét và keo.
Đất tự nhiên gồm nhiều loại sản phẩm phong hóa khác nhau nên có nhiều kích cỡ và thành phần khoáng khác nhau. Đặc tính của một loại đất phụ thuộc và hàm lượng chứa các nhóm hạt, cấu trúc khung hạt đang tồn tại, kích thước lỗ rỗng và lượng nước chứa trong các lỗ rỗng.
Để phân tích thành phần hạt trong một mẫu đất, hai thí nghiệm thường được sử dụng là thí nghiệm rây sàng cho nhóm hạt thô và thí nghiệm lắng đọng cho nhóm hạt mịn. Mục đích hai thí nghiệm trên là nhằm xác định hàm lượng (%) theo trọng lượng của mỗi nhóm hạt trong mẫu đất đang khảo sát, kết quả thí nghiệm được diễn tả trên đồ thị mà trục hoành là đường kính hạt theo tỷ lệ lôgarit thập phân và trục tung là phần trăm cỡ hạt mịn hơn.
Với đất hạt thô để phân tích cỡ hạt thí nghiệm rây với bộ rây chuẩn theo thứ tự rây có mắt rây lớn đặt lên trên và nhỏ dần xuống duối, cuối cùng là đáy rây.
Các kích thước rây theo tiêu chuẩn ASTM:
| Cạnh mắt lưới / No | Kích thước một lỗ rây (inch) | Kích thước một lỗ rây (mm) |
| ------------------ | ---------------------------- | -------------------------- |
|                    | 4                            | 101.6                      |
|                    | 2                            | 50.8                       |
|                    | 1                            | 25.4                       |
|                    | 0.750                        | 19.1                       |
|                    | 0.500                        | 12.7                       |
|                    | 0.375                        | 9.52                       |
| 3                  | 0.250                        | 6.35                       |
| 4                  | 0.187                        | 4.76                       |
| 6                  | 0.132                        | 3.36                       |
| 3                  | 0.0937                       | 2.38                       |
| 10                 | 0.0767                       | 2.00                       |
| 12                 | 0.0061                       | 1.68                       |
| 16                 | 0.0469                       | 1.19                       |
| 20                 | 0.331                        | 0.840                      |
| 30                 | 0.0232                       | 0.520                      |
| 40                 | 0.0165                       | 0.420                      |
| ...                | ...                          | ...                        |
| 400                | 0.0015                       | 0.037                      |

Ghi chú: No là cỡ rây hoặc số rây. Ví dụ No-3 có nghĩa là trên chiều dài 1 inch trên rây có 3 mắt rây. No200 có nghĩa là trên chiều dài 1 inch trên rây có 200 mắt rây.
Để phân tích cỡ hạt thành phần mịn, các phòng thí nghiệm thường sử dụng phương pháp lắng đọng các hạt đất trong nước và đo trọng lượng riêng của hỗn hợp đất - nước, từ đó suy ra hàm lượng cỡ hạt đất nhờ định luật Stockes.

## Ứng suất hữu hiệu
Khái niệm ứng suất hữu hiệu (Effective Stress) là một trong những đóng góp quan trọng nhất của Karl Von Terzaghi trong cơ học đất. Nó được đo bằng phần áp lực truyền lên kết cấu phần kết cấu hạt đất (tập hợp các hạt tương tác với nhau), và xác định khả năng chống lại ứng suất cắt của đất. Nó không thể đo được một cách trực tiếp, mà bằng hiệu giữa hai tham số có thể đo được trực tiếp hoặc được ước lượng với một độ tin cậy
Ứng suất hữu hiệu σ ' trên một mặt phẳng trong một khối đất bằng hiệu số giữa ứng suất tổng (σ) và áp lực nước lỗ rỗng (u):
{\displaystyle \sigma '=\sigma -u\,}
Từ trên, chúng ta thấy ứng suất hữu hiệu không phải là ứng suất tiếp xúc thực giữa hạt với hạt, mà là ứng suất trung bình giữa các hạt trên một diện tích phẳng.